# Sociedade Alemã de Cirurgia
A Sociedade Alemã de Cirurgia (em alemão:  Deutsche Gesellschaft für Chirurgie) é uma organização médica alemã.
Foi fundada em 1872 e é uma das mais antigas sociedades médico-científicas. Ela está sediada em Berlim e é chefiada pelo presidente Joachim Jähne e pelo secretário-geral Hans-Joachim Meyer.